# Гарольд Бернард Сент-Джон
Сер Гарольд Бернард Сент-Джон (16 серпня 1931 — 29 лютого 2004) — барбадоський політик, третій Прем'єр-міністр Барбадосу з 1985 до 1986 року. Також був лідером Лейбористської партії з 1970 до 1971 та з 1985 до 1987 року.

## Біографія
Гарольд народився у провінції Крайст-Черч. Здобув освіту юриста в Лондонському університеті. Вступив до лав Лейбористської партії 1959 року, ще до здобуття Барбадосом незалежності від Великої Британії. Після здобуття незалежності 1966 року його було обрано до парламенту країни. Був членом верхньої палати парламенту від опозиції у 1971–1976 роках.
Залишив місце у верхній палаті після обрання до Палати асамблеї 1976 року, коли його партія на чолі з Томом Адамсом виграла загальні вибори. Займав різні пости в уряді Адамса, в тому числі й віце-прем'єр-міністра, міністра торгівлі й промисловості та міністра туризму. Остання посада принесла Сент-Джону значний вплив у країні за умов стрімкого розвитку туристичної галузі Барбадосу. Коли 1985 року Адамс помер Гарольд замінив його на посту прем'єр-міністра. На парламентських виборах 1986 року його партія зазнала поразки й новим главою уряду став Еррол Берроу.
1994 року, коли ЛПБ знову прийшла до влади, він поступився лідерством Овену Артуру. Після цього Сент-Джон посів посаду віце-прем'єр-міністра. Цього ж року він отримав лицарське звання.
2004 року Гарольд Бернард Сент-Джон помер від раку в Бриджтауні.